# Toquí rogenc
El toquí rogenc o toquí carbassa (Atlapetes semirufus) és un ocell de la família dels passerèl·lids (Passerellidae).

## Descripció
Té el cap i el pit de color rovell (taronja). El llom és verd oliva per sobre amb la panxa groguenca. Les diferents subespècies es diferencien en la saturació de color, algunes molt més fosques que d'altres i la més pàl·lida mostra una gola gairebé blanca i un pit groguenc pàl·lid.
Amiden uns 18 cm de llarg i pesen de 29 a 33 g

## Hàbitat i distribució
Habita la selva pluvial, vegetació secundària i matolls de les muntanyes de Colòmbia i Veneçuela. Es troba habitualment en parelles al sotabosc del bosc de muntanya i a la vora d'uns 1.000 a 3.500 m. S'amaga en la vegetació densa i sovint dificulta tenir una visió clara.
Encara que la distribució no és molt ample, mostra una gran varietat de variació geogràfica en diferents vessants dels Andes.

## Taxonomia
Aquest ocell formaria una superespècie amb el toquí dels tepuis (tepui brushfinch) ja que els dos es troben entre els pocs toquís que no tenen colors negres al cap.
Es reconeixen sis subespècies:
- A. s. denisei (Hellmayr, 1911) distribuït pel nord i nord-est de Veneçuela.
- A. s. benedettii (Phelps & Gilliard, 1941) nord-oest de Veneçuela.
- A. s. albigula (Zimmer & Phelps, 1946) nord de Táchira (oest de Veneçuela).
- A. s. zimmeri (Meyer de Schauensee, 1947) nord de Colòmbia i oest de Táchira (oest de Veneçuela).
- A. s. majusculus (Todd, 1919) Boyacá (centre nord de Colòmbia).
- A. s. semirufus (Boissonneau, 1840) Cundinamarca (centre nord de Colòmbia).